# Comuna Petro-Davîdivka, Dîkanka
Petro-Davîdivka (în ucraineană Петро-Давидівка) este o comună în raionul Dîkanka, regiunea Poltava, Ucraina, formată din satele Homenkî, Ielîzavetivka, Jadanî, Nova Vasîlivka și Petro-Davîdivka (reședința).

## Demografie
Componența lingvistică a comunei Petro-Davîdivka
     Ucraineană (96,73%)
     Rusă (2,53%)
     Alte limbi (0,6%)
Conform recensământului din 2001, majoritatea populației comunei Petro-Davîdivka era vorbitoare de ucraineană (96,73%), existând în minoritate și vorbitori de rusă (2,53%).